# Olga Koslowa (Musikerin)
Olga Koslowa (russisch: Ольга Козлова; * 1986 in Pensa, Russland) ist eine russische klassische Pianistin. Sie machte 2004 ihren Abschluss am Gnessin-Institut Moskau und studierte danach am Moskauer Konservatorium bei Wera Gornostajewa.
2005 erreichte sie das Halbfinale des Internationalen Chopin-Wettbewerbs in Warschau, gewann 2006 die International Franz Liszt Piano Competition der Hochschule für Musik Franz Liszt Weimar und errang 2008 2. Preise bei den Wettbewerben Premio Jaén und Ricard Viñes. 2010 erreichte sie das Halbfinale des Concours Reine Elisabeth, und 2011 wurde sie mit dem Zweiten Preis und dem Pressepreis der 9. International Franz Liszt Piano Competition in Utrecht, Niederlande, ausgezeichnet.
Olga Koslowas CD-Debüt war 2008 eine Aufnahme der Sonate von Franz Liszt in Leó Weiners Orchesterbearbeitung des Werkes. 2011 erschien die Live-Aufnahme ihrer Konzerte anlässlich der 9. International Franz Liszt Piano Competition.